# Caleta Elisa
La caleta Elisa (51°43′S 57°51′O / -51.717, -57.850) es una entrada de mar que se encuentra en la zona oriental de la isla Soledad del archipiélago de las Malvinas. Administrativamente pertenece al departamento Islas del Atlántico Sur de la provincia de Tierra del Fuego, Antártida e Islas del Atlántico Sur.
Esta pequeña caleta se localiza en la entrada norte del puerto Enriqueta, entre la punta Caballo y la punta Lago. Además se ubica al este de la bahía Arena y al sur de Puerto Argentino.